# خوزه خوان (بازیکن فوتبال، زاده ۱۹۷۹)
خوزه خوان (انگلیسی: José Juan؛ زادهٔ ۲۵ ژانویهٔ ۱۹۷۹) بازیکن فوتبال اهل اسپانیا است.
از باشگاه‌هایی که در آن بازی کرده‌است می‌توان به باشگاه فوتبال لوگو، باشگاه فوتبال لیورپول، باشگاه فوتبال سلتاویگو، و باشگاه فوتبال الچه اشاره کرد.